# David Hanna
David Colin Hanna (* 10. Dezember 1941 in Nottingham) ist ein britischer Physiker, der sich mit Nichtlinearer Optik und Laserphysik befasst.
Hanna studierte Mathematik und Physik an der University of Cambridge mit dem Abschluss 1962. Danach war er ein Jahr in den Marconi Research Laboratories als Trainee in Elektronik und ab 1963 an der University of Southampton in der Abteilung Elektronik, an der er 1967 promoviert wurde. Er wurde dort 1967 Lecturer und 1988 Professor. Ab 1989 war er stellvertretender Leiter des Optoelectronics Research Center der Universität Southampton.
Er war Gastwissenschaftler am Polytechnikum in Mailand (1971), an der Ludwig-Maximilians-Universität München (1978/9), am Max-Born-Institut in Berlin (2001, 2003) und als Carl-Zeiss-Gastprofessor an der Universität Jena (2006).
Von ihm stammen grundlegende Untersuchungen über nichtlineare optische Prozesse in Gasen und atomaren Dämpfen, über optische parametrische Oszillatoren und nichtlineare optische Materialien mit Quasi Phase Matching. Auf dem Gebiet der Laserphysik leistete er Beiträge zu Resonaten und Modenkontrolle und  zur Entwicklung von Festkörperlasern einschließlich Faserlasern und Waveguide Laser.
2003 erhielt er den Charles Hard Townes Award und 1993 den Max-Born-Preis. 2000 erhielt er den Quantum Electronics Prize der Europäischen Physikalischen Gesellschaft. Außerdem erhielt er einen Humboldt-Forschungspreis. 1998 wurde er Fellow der Optical Society of America und der Royal Society.
Er übersetzte das Lehrbuch über Laser von Orazio Svelto ins Englische.

## Schriften
- Nonlinear Optics of Free Atoms and Molecules, Springer, Topics in Current Physics 1980